# Jaime Correa (Fußballspieler)
Jaime Correa (* 6. August 1979 in Victoria de Durango, Bundesstaat Durango) ist ein mexikanischer Fußballspieler, dessen Stammposition sich im Mittelfeld befindet.

## Leben

### Verein
Correa erhielt seinen ersten Profivertrag bei seinem Heimatverein Alacranes de Durango, mit dem er gleich in seiner ersten Saison 1998/99 die Drittligameisterschaft gewann und somit den Aufstieg in die zweite Liga schaffte, wo er in der Saison 1999/00 ebenfalls für die „Skorpione“ spielte.
Im Sommer 2000 wechselte er zum CF Pachuca, bei dem er ein volles Jahrzehnt unter Vertrag stand. In dieser Zeit gewann er mit den Tuzos vier Meistertitel, dreimal den CONCACAF Champions’ Cup sowie je einmal dessen Nachfolgewettbewerb CONCACAF Champions League und die Copa Sudamericana. Seit der Saison 2010/11 steht er bei Real San Luis unter Vertrag.

### Nationalmannschaft
In den Jahren 2007 und 2008 absolvierte Correa insgesamt zehn Länderspieleinsätze. Sein Debüt im Dress der mexikanischen Nationalmannschaft feierte er am 27. Juni 2007 beim 2:0-Sieg gegen Brasilien im Rahmen der Copa América. Sein letzter Länderspieleinsatz fand am 12. November 2008 in einem Testspiel gegen Ecuador statt, das Mexiko mit 2:1 gewann.

## Erfolge
- Mexikanischer Meister: Inv 2001, Ape 2003, Cla 2006, Cla 2007
- CONCACAF Champions’ Cup: 2002, 2007, 2008
- CONCACAF Champions League: 2009/10
- Copa Sudamericana: 2006